# Pierre-Jean Belin
Pierre-Jean Belin est un homme politique français né le 10 décembre 1760 à Delle (Territoire de Belfort) et décédé en 1835.
Administrateur du district de Belfort, il est procureur général syndic du Haut-Rhin en 1792 et est élu par ce département au Conseil des Cinq-Cents le 23 vendémiaire an IV. Commissaire près le tribunal de Belfort en l'an VII, puis au tribunal de Délémont l'année suivante, il devient président de ce tribunal en 1808 puis conseiller à la cour d'appel de Colmar en 1811. Il quitte ses fonctions sous la Restauration, pour les reprendre en 1830.

## Sources
- Ressource relative à la vie publique :   - Base Sycomore
- Notices dans des dictionnaires ou encyclopédies généralistes :   - Dictionnaire du Jura
  - Nouveau dictionnaire de biographie alsacienne